# Hallå trafikant
Hallå trafikant! var ett svenskt radioprogram som sändes i Sveriges Radio P3 på fredagseftermiddagar kl 15.05–16.45 under perioden 17 maj 1981 till 15 januari 1993. Programledare var Roland Karlsson och Sven Colling.
Programmet hade som utgångspunkt att lugna stressade bilister med trafikhälsningar, trafikmeddelanden och blandade musikaliska godbitar. Även ett och annat bilreportage kunde finnas på agendan.
När P3 omorganiserades i början av 1990-talet togs beslutet att lägga ned programmet, vilket inte möttes av några större protester från lyssnarna. Ungefär samtidigt startade Sveriges Radio en dygnetrunt-bemannad trafikbevakning, varför en stor del av programmets funktion försvann.
Signaturmelodin var ett avsnitt ur Black Bottom med Spike Jones & his City Slickers.

### Fotnoter
1. ↑  ”Svensk mediedatabas”. http://smdb.kb.se/catalog/search?q=%22Hall%C3%A5+trafikant%22+typ%3Aradio&sort=OLDEST. Läst 18 april 2011.
2. ↑  ”Hallå trafikant”. retrogalaxen.se. http://www.retrogalaxen.se/trafkant.htm. Läst 18 april 2011.